# Krępsko (województwo wielkopolskie)
Krępsko – wieś krajeńska w Polsce położona w województwie wielkopolskim, w powiecie pilskim, w gminie Szydłowo. Leży nad Rurzycą przy jej ujściu do Gwdy. 

## Historia
Wieś królewska Krępa, należała do starostwa ujskiego, pod koniec XVI wieku leżała w powiecie poznańskim województwa poznańskiego. W latach 1954–1957 wieś należała i była siedzibą władz gromady Krępsko, po jej zniesieniu w gromadzie Stara Łubianka. W latach 1975–1998 miejscowość administracyjnie należała do województwa pilskiego.
Pierwsza wzmianka o miejscowości pochodzi z 1590 (jako Krempa). W 1600 starosta Piotr Potulicki przekazał wieś sołtysowi Dionysowi Klawitterowi. Osada była wtedy zamieszkana tylko przez chłopów czynszowych. W połowie XIX wieku jedno z dwóch gospodarstw sołtysów zakupił Daniel Livunius (od 1859 – szlachcic). W Krępsku funkcjonowała lemieszarnia (własność Preibischów). We wsi stoi zabytkowy kościół Matki Boskiej Częstochowskiej, pochodzący z 1864 (regotyzowany w latach 1999–2000). Nad Gwdą, w starej kuźni, zlokalizowany jest skansen wodny.

## Otoczenie
Na południe od wsi rozlewa się niewielkie jezioro Żwirkowe, będące łowiskiem, a na południowy zachód od miejscowości znajduje się lądowisko Krępsko.